# Roland Brückner
Roland Brückner (n. 14 decembrie 1955, Köthen, Halle District⁠(d), RDG) este un gimnast artistic ce a reprezentat Republica Democrată Germană, medaliat olimpic. A participat la 2 ediții ale Jocurilor Olimpice (1976, 1980) în care a câștigat o medalie de aur, o medalie de argint și 3 medalii de bronz.